# 奥什峰
46°21′11″N 06°43′52″E / 46.35306°N 6.73111°E

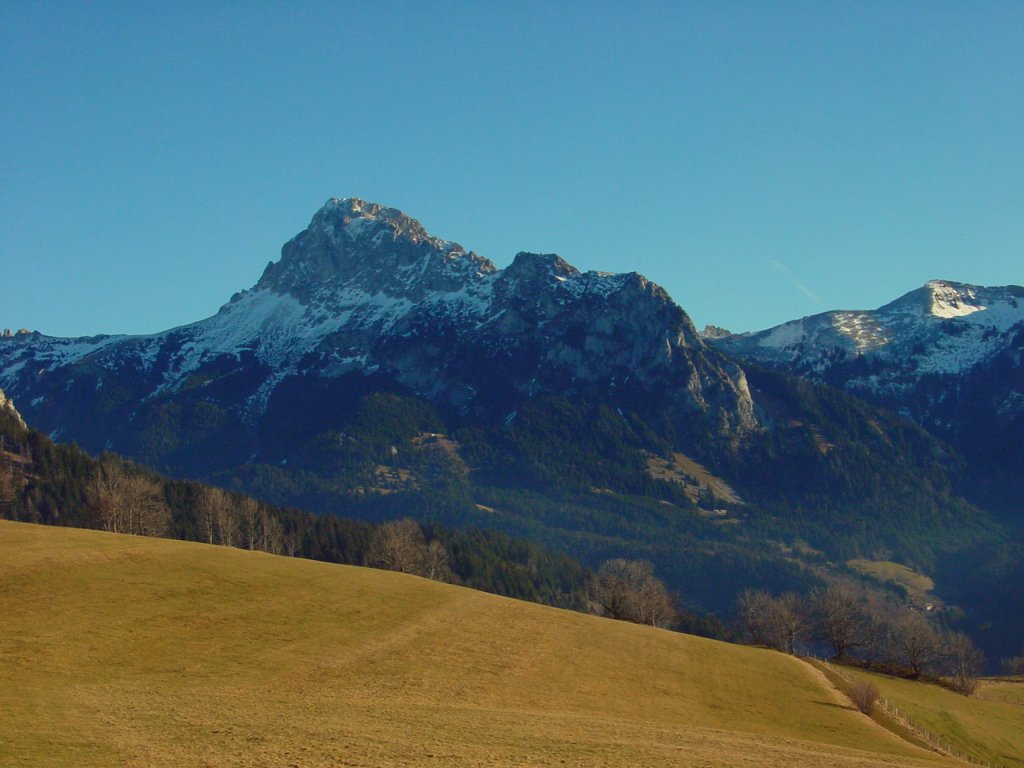

奥什峰（法語：Dent d'Oche，法語發音：[dɑ̃ dɔʃ]）是法國上薩瓦省的山峰，位於該國東部，屬於沙布莱山的一部分，海拔高度2,221米，每年平均降雨量1,674毫米。